# Bitwa pod Yashimą
Bitwa pod Yashimą (jap. 屋島の戦い Yashima no tatakai) – miała miejsce dnia 22 marca 1185 r. w trakcie wojny Gempei (1180–1185).
Po klęsce pod Ichi-no-Tani, siły rodu Taira wycofały się do Yashimy (obecnie Takamatsu w prefekturze Kagawa) na wybrzeżu Sikoku. Tam schronił się dwór i pałac niepełnoletniego, dzierżącego insygnia cesarskie Antoku.
Yoshitsune Minamoto podjął energiczną ofensywę. 20 marca dotarł do Settsu, nad rzekę Naniwa, gdzie miał zamiar zaokrętować oddziały, przeprawić się przez Morze Wewnętrzne i uderzyć na Yashimę. Większość jego okrętów została jednak zniszczona przez sztorm. Zamiast czekać na zebranie sił, zaokrętował setkę żołnierzy na kilka małych statków i wykorzystując sztormowe wiatry przeprawił się do Katsury w ciągu zaledwie czterech godzin (normalnie zajmowało to 1-2 dni). Szybkim nocnym marszem dostał się pod pałac Antoku. Minamoto wiedział, że Tairowie oczekują ataku od morza, wzniecił więc pożary, by stworzyć wrażenie, że od lądu nadciąga wielka armia. W tej sytuacji obrońcy zdecydowali się ewakuować twierdzę i stawiwszy tylko minimalny opór, wraz z cesarzem wycofali się na okręty, które odpłynęły ku cieśninie Shimonoseki. Tam w zatoce Dan-no-Ura, miesiąc później, doszło do decydującego starcia zakończonego klęską rodu Taira.
W trakcie odwrotu miał miejsce sławny popis umiejętności łuczniczych: odpływający Tairowie zawiesili na maszcie wachlarz jako cel, licząc na to, że łucznicy Minamotów zmarnują wiele strzał. Yoichi Nasu wjechał konno w morskie fale i strącił wachlarz z masztu kołyszącej się na fali łodzi pierwszym strzałem.

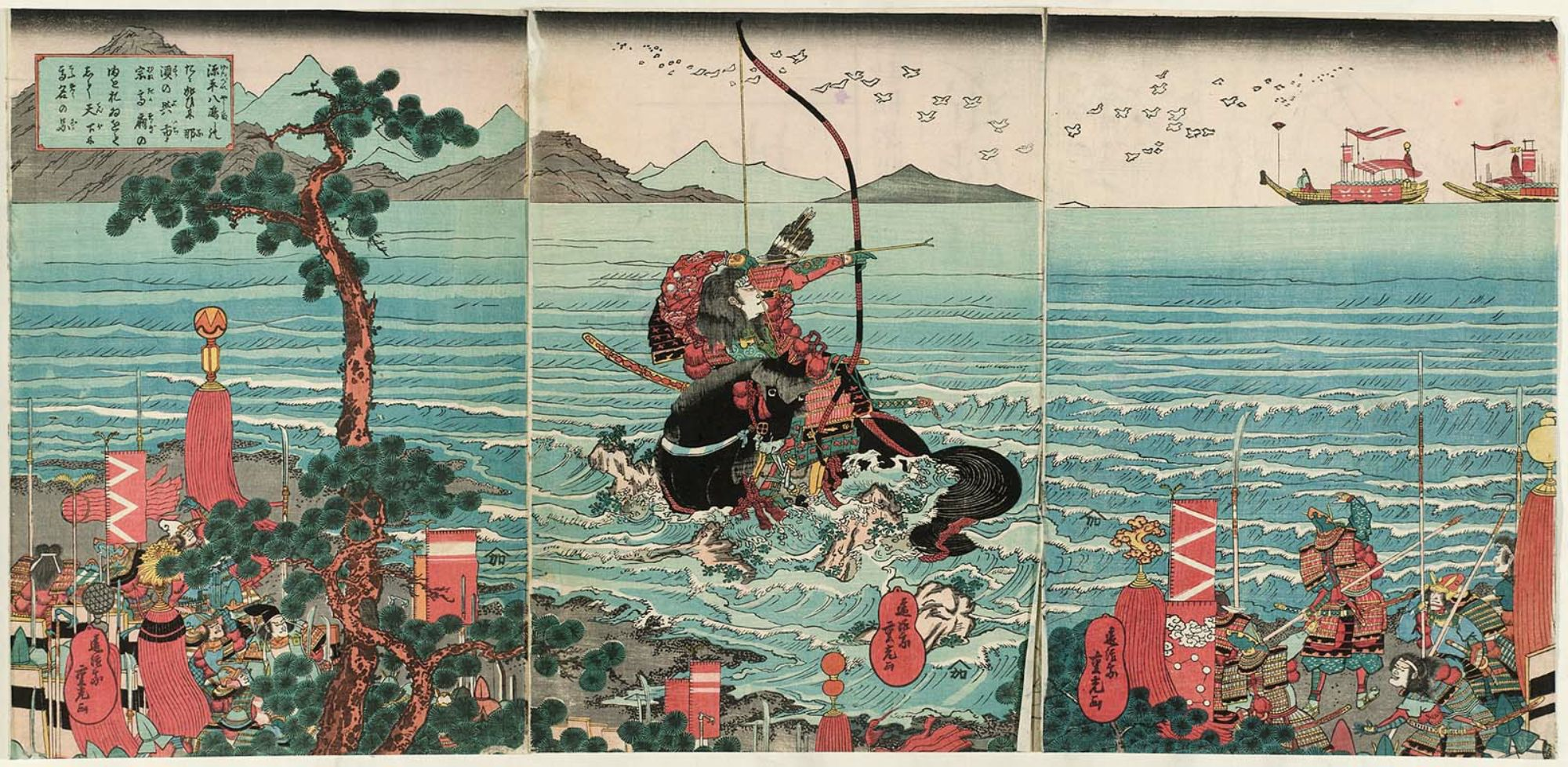
Yoichi Nasu strzela do wachlarza na okręcie Tairów
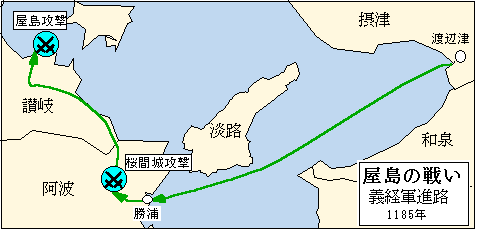
Marsz na Yashimę